# Dalmate de Constantinople
Pour les articles homonymes, voir Dalmate (homonymie) et Dalmace (homonymie).
Dalmate de Constantinople (mort en 436), ou Dalmace ou Dalmat, est un moine archimandrite de Constantinople qui fut influent au concile d'Éphèse.

## Biographie
Officier de la garde impériale, il devint moine avec son fils Faustos et succéda à Isaac comme archimandrite du principal monastère de la capitale byzantine. Lors du concile d'Éphèse, il s'oppose à son patriarche Nestorius et écrit deux lettres ainsi qu'une apologie, où il prend le parti de Cyrille d'Alexandrie.

## Culte
Sa mémoire est inscrite au 3 août dans les calendriers grecs.

## Référence aux éditions
- CPG 5776-5778

## Liens
- Notice dans un dictionnaire ou une encyclopédie généraliste :   - Deutsche Biographie
- Notices d'autorité :   - VIAF
  - GND
  - Espagne